# Anktestet

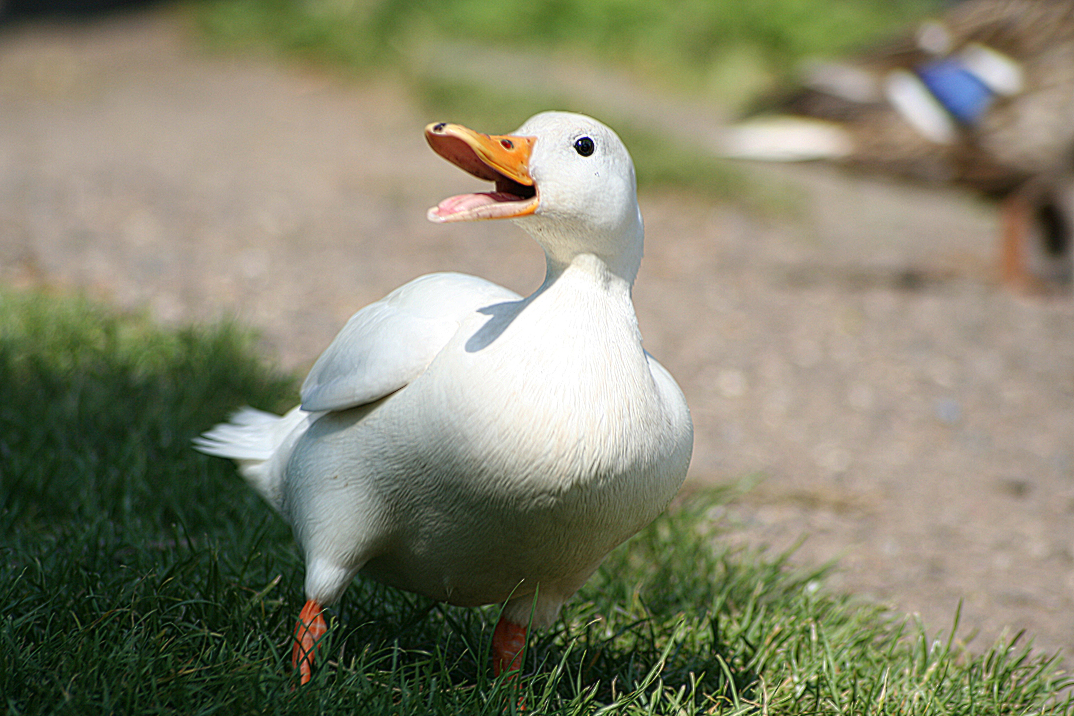
En illustration av resonemanget: Detta ser ut som en anka, och djuret kvackar som en anka. Det är därför förmodligen en anka.

Anktestet är en humoristisk term för en typ av abduktivt resonemang. Det kan förklaras på följande sätt:
Om en fågel ser ut som en anka, simmar som en anka och kvackar som en anka, så är det förmodligen en anka.
Testet antyder att en person kan lista ut ett okänt subjekts sanna natur genom dess redan identifierbara karaktärsdrag. Termen kommer från engelskan, och används ibland för att kontra argument som går ut på att något inte är vad det ser ut att vara.

## Historia
Det är oklart vad ursprunget för talesättet är. Tidiga referenser inkluderar:
- Kardinal Richard Cushing använde frasen 1964 när han refererade till Fidel Castro.
- Richard Cunningham Patterson Jr., ambassadör för USA i Guatemala, under kalla kriget år 1950, använde frasen när han anklagade Jacobo Arbenz Guzmáns regering för att vara kommunistisk.

Patterson förklarade sitt resonemang på följande sätt:
| ” | Suppose you see a bird walking around in a farm yard. This bird has no label that says 'duck'. But the bird certainly looks like a duck. Also, he goes to the pond and you notice that he swims like a duck. Then he opens his beak and quacks like a duck. Well, by this time you have probably reached the conclusion that the bird is a duck, whether he's wearing a label or not. | „ |